# 夢でさよなら
「夢でさよなら」（ゆめでさよなら）は、日本のバンド、髭 (HiGE)の5枚目のシングル。2008年10月22日発売。発売元はビクターエンタテインメント。

## 概要
- 前作から1年1ヶ月ぶりとなるシングル。
- 通常盤と初回盤の二種類で発売。

## 収録曲
1. 夢でさよなら(4:37)
作詞・作曲：須藤寿
2. サマータイム・ブルース(8:40) 
作詞・作曲：須藤寿
3. 髭よさらば(3:34) 
作詞・作曲：須藤寿
4. 話に夢中の魚は無感動(7:46) 
作詞・作曲：須藤寿
初回限定盤のみのボーナストラック

## 収録アルバム
- オリジナル『D.I.Y.H.i.G.E』（2009年3月4日）

## タイアップ
- 髭よさらば：フェザー「安全剃刀」CMソング